# Traité numéro 2

Carte des traités numérotés.

Le Traité numéro 2 est un traité conclu le 21 août 1871 au poste de traite de Manitoba House (aujourd'hui la ville d'Alonsa) en Terre de Rupert au cours d'un rassemblement entre les représentants de la Couronne britannique et des peuples anishinabés, soit des Ojibwés et des Cris. 
De nombreux chefs et dirigeants du territoire sont présents aux prémices du rassemblement visant la mise sur pied du traité et après la conclusion de celui-ci. Les absents ont été représentés par des Métis jusqu'à ce qu'ils indiquent où ils souhaitaient que leurs réserves agricoles soient établies. Le traité réaffirme les droits inhérents que détenaient les Anishinabés avant l'arrivée des Européens, situés là où se trouve aujourd'hui le sud-ouest du Manitoba et une petite partie du sud-est de la Saskatchewan.

## Histoire
Tel que son nom l'indique, le Traité numéro 2 constitue le deuxième traité conclu entre autochtones et allochtones depuis la fondation du gouvernement canadien en 1867. Il survient un an après que la province du Manitoba ait rejoint la Confédération canadienne. Le Manitoba n'étant pas une province visée par le Traité numéro 2 au moment où le traité est ratifié le 21 août 1871, la Loi de 1870 sur le Manitoba est modifiée en 1872 pour tenir compte du Traité numéro 1.
Le Traité numéro 2 vise l'ouverture à la colonisation et à l'immigration d'une étendue de pays délimitée, l'obtention du consentement à cet effet de ses sujets indiens habitant ladite étendue, et la conclusion de traités et d'arrangements avec eux, pour qu'il y ait paix et bonne volonté. Les termes du traité sont similaires à ceux du Traité numéro 1. 
Le traité est également connu comme étant le « Traité de Manitoba Post », du nom du poste de traite des fourrures de la Compagnie de la Baie d'Hudson où le traité a été signé. Manitoba Post était situé sur la rive nord-ouest du lac Manitoba.
Les Traités numéros 1 et 2 sont modifiés par un décret le 30 avril 1875, pour y ajouter des dispositions initialement promises verbalement par le gouvernement. Des « promesses extérieures » similaires sont incluses dans le texte du Traité numéro 3 de 1873, ajoutant ainsi une pression supplémentaire sur le gouvernement pour qu'il inclue de telles dispositions dans les traités antérieurs.
Le Traité numéro 2 lui-même inclut une remarque à l'effet que plusieurs communautés ne sont pas représentées à Manitoba House et prévoit que Mekis, un fils d'Okanese (Saskatchewan), représenterait ces communautés dans le processus du traité.

## Territoire visé
Le territoire des Anishinabés (Ojibwés) est beaucoup plus vaste que celui-ci couvert par le Traité numéro 2. Aujourd'hui, si l'on s'en tient au texte original lors de la rédaction du Traité numéro 2, il s'étend au nord du territoire du Traité numéro 1, le long de la rive est du lac Winnipeg jusqu'à la rivière Berens, jusqu'à la rivière Dauphin le long des voies navigables jusqu'à la pointe nord du lac Waterhen, à travers le Winnipegosis au nord de Duck Bay (ancienne réserve de Duck Bay), puis jusqu'à la source de la rivière Shell dans les monts Duck le long de l'Assiniboine jusqu'aux monts Moose dans le sud-est de la Saskatchewan, à travers la frontière internationale jusqu'à Brandon, puis jusqu'à la rivière White Mud jusqu'à la Drunken River, puis jusqu'à la rivière Winnipeg, où tout a commencé.
D'une superficie de 8 676 828 hectares de terres, le territoire comprend de nombreuses montagnes, rivières et lacs, notamment le parc national du Mont-Riding, le parc provincial de Duck Mountain, le parc provincial de Turtle Mountain, le parc provincial d'Hecla/Grindstone et le parc provincial de Moose Mountain en Saskatchewan, ainsi que de nombreux lacs tels que le lac Dauphin, le lac Clear, le lac Childs, le bassin sud du lac Winnipegosis, le lac Winnipeg et le bassin nord du lac Manitoba. La plus grande ville située dans le territoire du Traité numéro 2 est Brandon, puis Dauphin. Aujourd'hui, le territoire est grandement composé de villes et municipalités rurales.

## Premières Nations signataires
- Première Nation de Dauphin River (en)
- Première Nation Ebb and Flow (en)
- Première Nation ojibwée de Keeseekoowewin (en) (Dauphin Lake/Riding Mountain)
- Première Nation du Lac Manitoba (en) (Dog Creek)
- Première Nation du Lac Saint-Martin (en)
- Première Nation Little Saskatchewan (en)
- Première Nation O-Chi-Chak-Ko-Sipi (en) (Crane River)
- Première Nation Pinaymootang (en) (Fairford)
- Première Nation Skownan (en) (anciennement Première Nation Waterhen)